# Roger Poincelet
Roger Poincelet, né le 3 mars 1921 à Paris où il est mort le 1er novembre 1977, est un jockey français. 

## Biographie
Fils d'un mécanicien et formé par Charles Bariller, Roger Poincelet, remporte la première de ses 2 500 ou 3 000 victoires le 17 mai 1937 en selle sur Manchuria, un poulain appartenant au Prince Ali Khan. Sa longue carrière, qui passa brièvement par Auteuil et les courses d'obstacles (où il remporta le Prix du Président de la République en 1940), s'étale sur quatre décennie, jusqu'à l'aube des années 70. Triple vainqueur du Prix de l'Arc de Triomphe, dix fois tête de liste des jockeys français entre 1950 et 1965 (avant la création de la cravache d'or), il a revêtu les plus prestigieuses casaques de son temps, comme celles des écuries Aga Khan, Wertheimer, Rothschild, Volterra ou Boussac, et monté pour les plus grands entraîneurs, tels Étienne Pollet ou Alec Head. Après avoir raccroché les bottes, il a entrepris une seconde carrière comme entraîneur, au cours de laquelle il a goûté la saveur des victoires de groupe 1 avec Dankaro dans le Prix Lupin 1974 ou Roan Star dans le Prix de la Forêt en 1975. Il s'est éteint prématurément en 1977, à 56 ans.

## Palmarès sélectif
France
- Prix de l'Arc de Triomphe – 3 – Coronation (1949), Nuccio (1952), Prince Royal (1964)
- Prix du Jockey Club – 2 – Sandjar (1947), Right Royal (1961)
- Prix de Diane – 2 – Corteira (1948), Crepellana (1969)
- Poule d'Essai des Poulains – 5 – Mistral (1945), Tantième (1950), Buisson Ardent (1956), Tyrone (1957), Right Royal (1961)
- Poule d'Essai des Pouliches – 5 – Corteira (1948), Coronation (1949), Hurnli (1953), Altissima (1963), La Sarre (1965)
- Grand Prix de Paris – 3 – Altipan (1957), San Roman (1958), Sanctus (1963)
- Prix Robert Papin – 7 – Chesterfield (1946), Coronation (1948), Emperor (1949), Fiere (1955), Neptune (1957), Sly Pola (1959), High Bulk (1960)
- Grand Critérium – 7 – Ambiorix (1948), Cosmos (1951), Tiepoletto (1958), Right Royal (1960), Hula Dancer (1962), Yelapa (1968)
- Prix Lupin – 6 –  Mistral (1945), Djelal (1947), Ambiorix (1949), Tantième (1950), Dandy Drake (1953), Right Royal (1961)
- Grand Prix de Saint-Cloud – 3 – Un Gaillard (1944), Goyanna (1948), Chingacgook (1955)
- Prix Morny – 2 – Neptune (1957), Prudent (1961)
- Prix Ganay – 2 – Seer (1945), Nirgal (1949)

 Royaume-Uni
- Derby d'Epsom – 1 – Psidium (1961)
- Oaks – 1 – Never Too Late (1960)
- 2000 guinées Stakes – 1 – Thunderhead (1952)
- 1000 guinées Stakes – 2 – Never Too Late (1960), Hula Dancer (1963)
- King George VI and Queen Elizabeth Diamond Stakes – 2 – Vimy (1955), Right Royal (1961)
- Champion Stakes – 1 – Hafiz (1955)
- Gold Cup – 1 – Pan (1951)
- Goodwood Cup – 2 – Val Drake (1950), Pan (1951)
- Coronation Cup – 2 – Amour Drake (1950), Nuccio (1952)

 Irlande
- Irish Derby – 1 – Tambourine (1962)